# Émile Roumer
Émile Roumer (1903-1988) est un poète, essayiste et enseignant haïtien.

## Biographie
Émile Roumer est né le 5 février 1903 dans la ville de Jérémie située presque à la pointe de la péninsule de Tiburon. Il est un des neuf fils de Léopold Roumer et d'Eugénia Vidal.
Après avoir obtenu son baccalauréat à Saint-Louis-de-Gonzague de Port-au-Prince, il poursuit des études de philosophie à Paris au lycée Michelet. Il suit ensuite des études de commerce à Londres.
Né dans la cité des poètes et influencé par les poètes jérémiens tels que Etzer Vilaire et Edmond Laforest, fondateurs du Mouvement littéraire de La Ronde, Émile Roumer se met à écrire des poésies.
En 1925, avant son retour à Haïti, Émile Roumer publie à Paris son premier recueil de poésie Poèmes d'Haïti et de France dans La Revue Mondiale.
À cette époque, Haïti subit l'occupation du pays par les forces militaires américaines. La répression fut sanglante contre les opposants à cette occupation, notamment pour les insurgés du mouvement Cacos. Le retour vers l'indigénisme devint une forme de lutte pacifique et nationaliste face à l'occupation. Émile Roumer publie ses premiers poèmes dans la revue parisienne Les Annales, sous le pseudonyme de Emilius Niger avec un clin d'œil au sources africaines de tous les descendants d'esclaves venus d'Afrique avec ce lien au fleuve Niger.
Il fonda La Revue indigène avec les écrivains Normil Sylvain (frère de l'écrivaine Suzanne Comhaire-Sylvain), Jacques Roumain et Philippe Thoby-Marcelin. Émile Roumer se référa à Jean-Jacques Dessalines et à son Armée indigène. La Revue Indigène était née. Le père spirituel de l’indigénisme cependant est Jean Price-Mars, l’auteur de Ainsi Parla l’Oncle.
Cette revue ne survit pas et après sa disparition il fonde La Revue Caraïbe.
En 1928, Émile Roumer découvre sa femme, Gabrielle, pendue à une barre de l'escalier circulaire de leur maison. Le poète est affligé, inconsolable. Gabrielle Roumer, née Laforest, était la fille du poète Edmond Laforest qui, en 1915, s'était lui aussi suicidé.
En 1930, il entre à la Faculté de Droit et obtint le diplôme d'avocat.
En 1947, il publie son deuxième recueil de poésies Poèmes en vers.
À la fin des années cinquante, avec l'arrivée au pouvoir du dictateur François Duvalier, Émile Roumer se retire dans sa propriété près de Jérémie et se fait discret face au pouvoir en place. Il décide d'écrire en créole haïtien et sa poésie s'oriente vers la beauté des femmes. Son poème Marabout de mon cœur est le portrait d'une femme aussi relevée et vive que certaines sauces piquantes créoles.
Émile Roumer enseigna le français et la littérature aux lycéens de Port-au-Prince jusqu'au début des années 1980.
Émile Roumer meurt à Francfort-sur-le-Main, le 6 avril 1988. Son corps fut rapatrié à Haïti. Sa dépouille repose à Jérémie.

## Œuvres
Poésie
- Poèmes d'Haïti et de France. Paris: Éditions de La Revue Mondiale, 1925; Port-au-Prince: Panorama, 1972.
- Poèmes en vers. Port-au-Prince: s.m., 1947.
- Coucourouge. 1955-1956, inédit.
- Rosaire : couronne sonnets. Port-au-Prince: Panorama, 1964.
- Anti-Singes. 1967, inédit.

Essai
- Le Caïman étoile. Port-au-Prince: Panorama, 1961.